# Elżbieta Czyżewska
Elżbieta Justyna Czyżewska (n. 14 mai 1938, Varșovia, Polonia – d. 17 iunie 2010, New York City, New York, SUA) a fost o actriță poloneză care a lucrat atât în Polonia, cât și în Statele Unite ale Americii (din 1968).
A început să fie apreciată de criticii de film la începutul anilor 1960 și a avut interpretări inovatoare în Manuscrisul găsit la Saragosa (1964, regizat de Wojciech Jerzy Has), Căsătorie din interes (1967, regizat de Stanisław Bareja) și Totul de vânzare (1969, regizat de Andrzej Wajda). 
Czyżewska a primit Premiul Obie pentru interpretarea de excepție a unei actrițe (Obie Award for Distinguished Performance by an Actress) în 1990 pentru rolul interpretat în piesa Crowbar a lui Mac Wellman.

## Biografie
Czyżewska s-a născut la Varșovia în 1938. Tatăl ei, Jan, a murit în timpul celui de-al doilea război mondial. Mama sa, Jadwiga Gimpel, a fost croitoreasă de profesie. Czyżewska a avut o soră, Krystyna. Actrița și-a petrecut o parte din copilărie într-un orfelinat din Konstancin.
A studiat la Școala de Teatru de Stat Aleksander Zelwerowicz din Varșovia. Decanul i-a recomandat că, pentru a juca roluri principale romantice în teatru, ar trebui să fie supusă unei intervenții chirurgicale plastice pentru a-și reduce dimensiunea sânilor. Ea a refuzat după ce s-a consultat cu colegii ei din Teatrul Satiric Studențesc (Studencki Teatr Satyryków). În 1960 a absolvit Academia de Teatru. Janusz Głowacki, care a fost coleg cu actrița timp de un an, și-a amintit că și atunci Czyżewska s-a remarcat cu un talent special.
După primul an de studii, în vacanța de vară, ea s-a dus împreună cu prietenii ei de la școala de teatru în Mazuria, unde Jan Łomnicki realiza un documentar în aceea perioadă. Czyżewska a reușit să debuteze într-un film documentar al acestuia în rolul unei fete care merge în fundal. Stanisław Bareja era asistentul lui Łomnicki, astfel Bareja a distribuit-o mai târziu ca Renata, fiica profesorului Trębski în filmul său de comedie din 1960, Mąż swojej żony (Soțul soției sale), bazat pe o piesă de teatru a lui Jerzy Jurandot. În acest film, personajul ei îl seduce pe Józek interpretat de Wiesław Gołas. Anterior ea a debutat cinematografic în filmul Cafe pod Minogą (1959) regizat și co-scris de Bronisław Brok.
Actrița a debutat în teatru în 1958 în rolul fiicei din Vizita bătrânei doamne, în regia lui Ludwik René. A jucat în piese de teatru ca Uśmiechnięta twarz młodzieży (1959, regia Markuszewski Jerzy) sau ca Zosia în Karykatury de Jan August Kisielewski (1960, regia Wiercińska Maria). În anii 1961–1966 a fost asociată permanent cu Teatrul Dramatic din Varșovia. A jucat roluri ca Alicja  în Uczta morderców de Andrzej Wydrzyński (1960, regia Laskowska Wanda), o vrăjitoare în Macbeth de William Shakespeare (regia Korzeniewski Bohdan), Kurrubi în Un înger sosește la Babilon de Friedrich Dürrenmatt (1961, regia  Swinarski Konrad) și altele.
Actrița a fost poreclită „Marilyn Monroe a Poloniei”.
Prima ei căsătorie a fost cu regizorul Jerzy Skolimowski. În 1965, s-a căsătorit cu corespondentul The New York Times din Varșovia, David Halberstam (1934-2007). Autoritățile l-au întâmpinat inițial pe Halberstam cu brațele deschise. Halberstam era câștigător al Premiului Pulitzer pentru un articol care condamna elita conducătoare a Vietnamului de Sud , care - susținută de SUA la acea vreme - purta un război sângeros împotriva comunistului din Vietnamul de Nord. Publicistul a câștigat repede simpatia boemei artistice a Varșoviei și a trezit un mare interes deoarece se afla din spatele „cortinei de fier. Czyżewska  a părăsit Polonia pentru a locui cu acesta în Statele Unite, dar au divorțat în 1977.

## Carieră în Polonia
La vârful carierei sale de film și teatru și aflată în conflict cu regimul comunist din cauza căsătoriei sale cu Halberstam, Czyżewska a fost distribuită de regizorul polonez Andrzej Wajda în filmul Totul de vânzare. Tinerii regizori ai noului val polonez în cinematografie au încălcart convențiilor comediei romantice superficiale. În O mireasă pentru australian (1963), Unde este generalul (1963) și Giuseppe la Varșovia (1964), Czyżewska a creat un personaj care era aproape inversul formulei Cenușăreasa - Prințul Fermecător. Nefiind un actor „metodic”, ea nu a încercat să dispară în spatele personajelor și nici nu a lăsat ca frumusețea ei să-i asigure în întregime distribuția pe ecran și în scenă. Wojciech Has a regizat interpretarea sa ca Donna Frasquetta Salero în Manuscrisul găsit la Saragosa (1964), film bazat pe romanul omonim al lui Jan Potocki.
Poate că cel mai semnificativ succes de teatru al actriței a fost în producția Teatr Dramatyczny din 1965 After the Fall de  Arthur Miller. A devenit cunoscută la nivel internațional ca unul dintre cei mai buni tineri actori din Polonia. Ea și-a extins gama artistică în două filme dramatice: ca evreica Noemi în Niekochana (Neiubit, 1965) regizat de Janusz Nasfeter și ca Ela, soția actorului, în Totul de vânzare regizat de Wajda (1968). Starea de spirit întunecată a acestor filme a marcat deziluzia țării după o scurtă perioadă de „dezgheț” cultural. Niekochana, considerat una dintre cele mai mari realizări ale regizorului Nasfeter, are loc cu puțin timp înainte de izbucnirea celui de-al doilea război mondial și prezintă o  poveste plină de sentimente, pasiune și dragoste între o evreică, Noemi, și un student polonez, Kamil.
Soțul ei, Halberstam, a fost expulzat din Polonia pentru criticile sale ascuțite asupra regimului. Cariera lui Czyżewska a fost întreruptă, iar când s-a întors în 1968, la invitația lui Wajda de a juca în filmul său Totul pentru vânzare, producția a fost complicată de izbucnirea protestelor studențești din martie și de începutul expulzărilor antisemite ale guvernului comunist. Czyżewska a fost expulzată și, în parte, pentru că a acceptat imediat un rol în adaptarea regizorului exilat, Aleksander Ford, în Primul cerc bazat pe o lucrare de Aleksandr Soljenițîn, ea nu a putut să lucreze în Polonia până în 1980, când mișcarea Solidaritateaa lui Lech Wałęsa a avut o mare influență.

## Carieră în Statele Unite
Filmul de la  Hollywood din 1987, Anna, regizat de Yurek Bogayevicz, se bazează pe viața actriței Czyżewska. În film, o vedetă europeană de film care a fost exilată, interpretată de Sally Kirkland, se luptă să-și găsească de lucru în New York, după divorțul ei de un intelectual bine văzut în cercurile sale, probabil bazat pe Halberstam. Kirkland a fost nominalizată la premiul Oscar la categoria cea mai bună actriță și a câștigat un Glob de Aur pentru acest rol în 1988 și alte premii. În 1990 a apărut într-un film regizat de Roger Donaldson, Cadillac Man, alături de actori ca Robin Williams și Tim Robbins.
Czyżewska a continuat să lucreze în teatru și în SUA, unde a câștigat un premiu Obie în 1990 pentru rolul ei în piesa Crowbar de Mac Wellman. Premierele ei americane au inclus, de asemenea, alte piese ale lui Wellman, dar a jucat și în Polowanie na karaluchy (Vânătoare de gândaci) scrisă de Janusz Głowacki. A apărut în piesa lui Ibsen When We Dead Awaken (Når vi døde vågner) la American Repertory Theatre și în mai multe producții la Yale Repertory Theatre. De asemenea, a jucat în Big Potato (de Arthur Laurents ) la Teatrul Doris Duke.
Czyżewska a jucat rolul Mariei Mitsotáki (Μαρία Μητσοτάκη, 1907-1974) într-o adaptare pentru teatru din 1990 a poemului epic The Changing Light at Sandover de James Merrill, jucând pe scenă alături de poet. Piesa a fost filmată și lansată ca „Voices From Sandover” (de către Films for the Humanities, Inc., FFH 4182) și a fost distribuită de Films Media Group din Princeton, New Jersey.
Printre filmele sale americane se numără Cutia muzicală (regizat de Costa-Gavras), Viața pe fugă, Exiles In New York de Eduardo Machado și în comedia Putney Swope regizat de Robert Downey Sr.
Printre aparițiile la televiziune ale actriței Czyżewska se numără rolul Halina în drama Playhouse Misplaced din 1989. Au urmat roluri în teatru ca de exemplu în Vienna Lusthaus de Martha Clarke, Hedda Gabler (de Henrik Ibsen) la New Theatre Workshop în 2004 și Darkling în 2006. În iunie 2007, s-a întors în Polonia pentru a juca în Darkling în Gniezno la Teatrul Aleksander Fredro.
În mai 2005, Czyżewska a fost distinsă cu Premiul Cultural al Meritului de către consulul general al consulatului polonez din New York, cel mai înalt premiu pe care un polono-american îl poate primi. Ceremonia a fost organizată la prima retrospectivă americană a operei sale la primul Festival de Film Polonez din New York, sub conducerea lui Hanna Hartowicz.
Ultimul rol principal al lui Czyżewska a fost în filmul de scurtmetraj June Weddings din 2007, adaptat după o piesă scrisă de Barbara Hammond care a și regizat filmul. Rolul i-a adus lui Czyżewska numeroase laude critice în circuitul festivalului de film. Rolul ei ca Sonja, o emigrantă din Rusia în New York a fost catalogat „superb jucat” și „o sărbătoare a adulților”. Ziarul Baltimore City a scris că „încântătoarea Elzbieta Czyzewska interpretează o rusoaică atât de șireată, seducătoare din Lumea Veche și languroasă încât dă literei „v” propriul său ritm când spune „love” („dragoste”). În film a jucat și Tom Noonan și Ivan Martin.

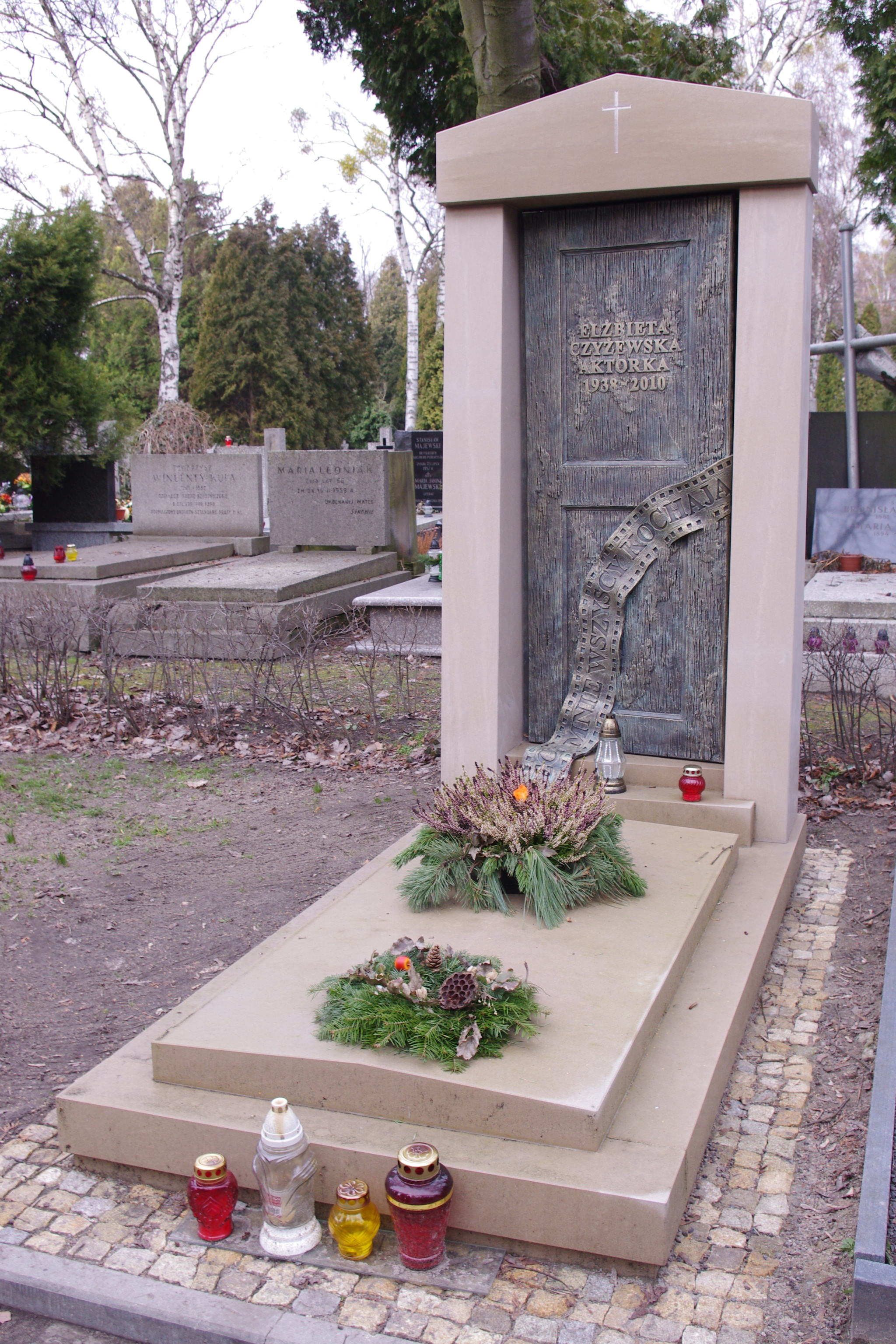
Mormântul actriței din Varșovia

## Deces
Czyżewska a murit la 17 iunie 2010 la New York, la vârsta de 72 de ani, din cauza unui cancer esofagian. A fost îngropată la Cimitirul Militar din Varșovia (Wojskowych Powązkach w Warszawie).
Dramaturgul american John Guare (Șase diferențe fundamentale; The House of Blue Leaves) a scris piesa de teatru Erased/Elżbieta, ca un tribut adus acesteia. Piesa a avut premiera la Teatrul Atlantic din New York în 2011.

## Filmografie

### Lungmetraje
Sursa: Internet Movie Database, FilmPolski.pl
- 2009: Głodne duchy (The Hungry Ghosts) - Doamna Dunleavy
- 2007: June Weddings - Sonja
- 2006: Samotność w sieci - străină în New Orleans
- 2006: Happiness - Iwona
- 2000: Hunters in the Snow
- 1999: Już nadchodzi (Coming Soon) - doktor Luft
- 1998: O.K. Garage - pani Hummel
- 1996: I Love You, I Love You Not - Dora
- 1996: Charms Zwischenfälle
- 1994: Szczur - Małpka
- 1991: Pocałunek przed śmiercią (A Kiss Before Dying) - Landlady
- 1990: Sprzedawca cadillaków (Cadillac Man) - żona Rosjanina
- 1989: Pozytywka (Music Box) - Melinda Kalman, un martor la procesul lui Laszlo
- 1989: Niewłaściwe miejsce (Misplaced) - Halina Nowak
- 1989: Przykra niespodzianka (Rude Awakening) - Enna
- 1988: Stracone lata (Running on Empty) - członek jury
- 1987: Kocham kino - Maria Borkowska, matka Pawła
- 1982: Odwet - Adzia Świdrycka
- 1981: Limuzyna Daimler-Benz - Franciszka Felińska, żona Maksa
- 1981: Debiutantka - Maria, asystentka i kochanka Jerzego
- 1973: Krąg pierwszy (The First Circle) - Simoczka
- 1969: Putney Swope - Pokojówka Putneya
- 1968: Totul de vânzare (Wszystko na sprzedaż) - Ela, soția actorului
- 1967: Căsătorie din interes - Joanna
- 1965: Święta wojna - Gabrysia
- 1965: Walkower - fată la gară
- 1965: Niekochana - Noemi
- 1965: Dzień ostatni, dzień pierwszy
- 1964: Rysopis - Teresa / Barbara / Żona Leszczyca
- 1964: Manuscrisul găsit la Saragosa (Rękopis znaleziony w Saragossie) - cocheta Frasquetta Salero
- 1964: Przerwany lot - Urszula
- 1964: Pierwszy dzień wolności - Luzzi Rhode, siostra Ingi
- 1964: Obok prawdy - Magda, córka Bartoszka
- 1964: Giuseppe la Varșovia - Maria
- 1963: Soție pentru un australian (Żona dla Australijczyka) - Hanka Rębowska, członkini „Mazowsza”
- 1963: Pasażerka - więźniarka (niewymieniona w czołówce)
- 1963: Milczenie - pielęgniarka Kazia
- 1963: Godzina pąsowej róży - Ania
- 1963: Gdzie jest generał... - Marusia
- 1962: Dziewczyna z dobrego domu - Krystyna, dziewczyna Tadeusza
- 1962: Dom bez okien - akrobatka Teresa Kwaśnikówna
- 1962: Pistolet typu „Walter P-38” - chelneriță
- 1961: Zuzanna i chłopcy - Monika
- 1961: Złoto - Dorota
- 1961: Zaduszki - porucznik „Listek” (locotenent "Frunză")
- 1960: Mąż swojej żony - Renata, fiica profesorului Trębski
- 1959: Cafe „Pod Minogą”

### Seriale de televiziune
- 2010: Układy (Damages) - rusoaica nepoliticoasa
- 2003: Prawo i porządek: Zbrodniczy zamiar (Law & Order: Criminal Intent) - Mama lui Katja
- 2000: Brygada ratunkowa (Third Watch) - Katrina
- 1999: Seks w wielkim mieście (Sex and the City) ca dr Guinevere Shapiro (instructor de sex tantric)[32]
- 1966: Klub profesora Tutki - fata din Alpi
- 1965: Kapitan Sowa na tropie - Józefina Urszula Czerska née Grzesik